# Microregione di Catalão
Catalão è una microregione dello Stato del Goiás in Brasile, appartenente alla mesoregione di Sul Goiano.

## Comuni
Comprende 11 municipi:
- Anhangüera
- Campo Alegre de Goiás
- Catalão
- Corumbaíba
- Cumari
- Davinópolis
- Goiandira
- Ipameri
- Nova Aurora
- Ouvidor
- Três Ranchos